# Тацумі-Мару
Тацумі-Мару (Tatsumi Maru) — транспортне судно, яке під час Другої світової війни брало участь у операціях японських збройних сил на Тихому океані.
У якийсь момент судно залучили до операцій японських збройних сил в Океанії. Відомо, що 5 лютого 1944-го воно перебувало в затоці Мусчу (із західної сторони острова Мусчу), за кілька десятків кілометрів на північний захід від Веваку — головного японського гарнізону на Новій Гвінеї. Тут «Тацумі-Мару» виявили й потопили літаки американської армійської авіації.
Дайвери, що спускались до судна, виявили нестачу певних конструкцій — припускають, що це стало наслідком післявоєнних робіт з підйому затонулих кораблів на брухт. Рештки судна розколоті на кілька частин.